# Raymundo Morales Arias
Raymundo Morales Arias (Nazca, 1834 - Lima, 24 de diciembre de 1923) fue un abogado, político y funcionario público peruano. Ejerció interinamente como presidente del Consejo de Ministros y ministro de Justicia e Instrucción, en el primer gobierno de Andrés A. Cáceres, encabezando el llamado Gabinete de los Directores (1887).

## Biografía
Se recibió de abogado y se graduó de doctor en Jurisprudencia en la Universidad Mayor de San Marcos, de la que fue catedrático. 
En la década de 1860 se desempeñaba como jefe oficial primero de la Sección Instrucción de la Secretaría de Justicia.
En 1867 se casó con Lastenia del Castillo Porras; de este primer matrimonio tuvo dos hijos. Tras enviudar, contrajo matrimonio en Lima, el 28 de junio de 1884 con Mercedes de la Torre, con la que tuvo cinco hijos, uno de los cuales sería el escritor y catedrático Raymundo Morales de la Torre.
Fue elegido Senador por Huancavelica en 1879, pero no pudo culminar su función por el golpe de Estado de Nicolás de Piérola, en plena Guerra del Pacífico. En 1886, bajo la reinstauración de la democracia, fue elegido a la Cámara de Senadores representando al departamento de Apurímac, cargo en el que se mantuvo tres meses.
A mediados de la década de 1880, Raymundo Morales trabajaba en la administración pública, como director de las secciones de Instrucción Pública y Culto del Ministerio de dichos ramos. El 29 de diciembre de 1885 fue nombrado oficial mayor del Ministerio de Justicia, Culto, Instrucción y Beneficencia. Dos años después, bajo el primer gobierno constitucional del general Andrés A. Cáceres, era director de ese despacho.
Cuando, debido a las críticas del Parlamento, se produjo la renuncia del gabinete ministerial presidido por Carlos M. Elías (4 de octubre de 1887), el presidente Cáceres quiso ceder al Congreso su prerrogativa de elegir a los ministros, para de esa manera poder armonizar de algún modo las tensas relaciones entre el Ejecutivo y el Legislativo. Sin embargo, esta gestión fracasó y Cáceres se vio obligado a nombrar con carácter de ministros interinos a los directores de los distintos ramos ministeriales. Morales, en su calidad de Director de Justicia, asumió la cartera de Justicia, así como la presidencia del Consejo de Ministros. Los otros directores elevados a ministros interinos fueron: Domingo de Vivero (Relaciones Exteriores); Enrique Caravedo (Gobierno); Simón Irigoyen (Hacienda) y el coronel Felipe Cox (Guerra). Este gabinete, de carácter provisorio, duró apenas un mes. El 8 de noviembre lo reemplazó el gabinete presidido por Aurelio Denegri Valega.
Fue reelegido como senador por Huancavelica en 1888 y como suplente por Apurímac en 1889, 1892 y 1893 y como senador titular en 1891 siempre por el departamento de Apurímac.
Morales siguió trabajando en la administración pública. Fue director general del Ministerio de Justicia de 1893 a 1895.
Falleció en San Miguel, Lima, el 24 de diciembre de 1923, víctima de septicemia.